# Maximiliano Hernández Martínez
Maximiliano Hernández Martínez (cantó de Doña Carla, departament de Colchipil, 1883 - Ranxo Jamastrán, Hondures, 1966) fou un general salvadorenc, governà el país amb una dictadura des de 1931 fins al 1944.
L'any 1931, servint com a Ministre de Defensa del president Arturo Araujo, liderà un cop d'estat al palau, capitalitzant el malestar polític per l'esfondrament dels preus del cafè, i ocupà el poder.
Admirador del feixisme, Hernández Martínez va conduir un govern militar que va suprimir activament l'oposició. Va reprimir durament l'aixecament indígena conduït per Farabundo Martí a la ciutat d'Izalco el 1932, on l'exèrcit va massacrar milers de camperols sospitosos de col·laboració amb els comunistes. Les estimacions del nombre de víctimes van des dels 10.000 als 40.000. A aquesta massacre se la coneix com La Matanza.
També va crear una llei racial per a guardar negres fora del país. Hernández Martínez era un seguidor de l'ocultisme. Quan una epidèmia de la verola va explotar a San Salvador va fer penjar llums de colors al voltant de la ciutat, creient que guariria de la malaltia.
Creia en la reencarnació i se li atribueix la frase "que és un major crim per a matar a una formiga que un home, perquè quan un home mor es reencarna, mentre que una formiga mor per sempre".
Superà diversos intents de cop de treure'l de poder, fins a la famosa "vaga de braços caiguts" promoguda per un moviment cívic-militar anomenat "Moviment del 44". Durant aquesta acció política massiva el 1944, la societat salvadorenca va ser paralitzada totalment fins a assolir deposar-lo.
Va morir a l'exili als 84 anys, assassinat per Cipriano Morales al Ranxo Jamastrán, a Hondures, el 1966.